# Liste der Monuments historiques in Darcey
Die Liste der Monuments historiques in Darcey führt die Monuments historiques in der französischen Gemeinde Darcey auf.

## Liste der Immobilien
| Bezeichnung       | Beschreibung            | Standort               | Kennzeichnung | Schutzstatus | Datum | Bild           |
| ----------------- | ----------------------- | ---------------------- | ------------- | ------------ | ----- | -------------- |
| Kirche St-Bénigne | aus dem 13. Jahrhundert | Rue de l’Eglise (Lage) | PA00112247    | Inscrit      | 1947  | weitere Bilder |

## Liste der Objekte
| Bezeichnung                     | Beschreibung                               | Standort                        | Kennzeichnung | Schutzstatus | Datum | Bild |
| ------------------------------- | ------------------------------------------ | ------------------------------- | ------------- | ------------ | ----- | ---- |
| Skulptur Christus in der Marter | Kalkstein, farbig gefasst, 17. Jahrhundert | in der Kirche St-Bénigne (Lage) | PM21000719    | Classé       | 1967  |      |
| Wandvertäfelung des Chorraums   | Holz, erste Hälfte des 18. Jahrhunderts    | in der Kirche St-Bénigne (Lage) | PM21000720    | Classé       | 1978  |      |
| Skulptur Heiliger Benignus      | Holz, farbig gefasst, 18. Jahrhundert      | in der Kirche St-Bénigne (Lage) | PM21003404    | Inscrit      | 1972  |      |